# Fakarava
Fakarava is een bestuurlijke entiteit  (gemeente) van zeven eilanden binnen de veel grotere eilandengroep van de Tuamotuarchipel. Fakarava is tevens de naam van het belangrijkste eiland van dit geheel. Dit eiland is, net als de zes andere eilanden, een atol.

## Het eiland

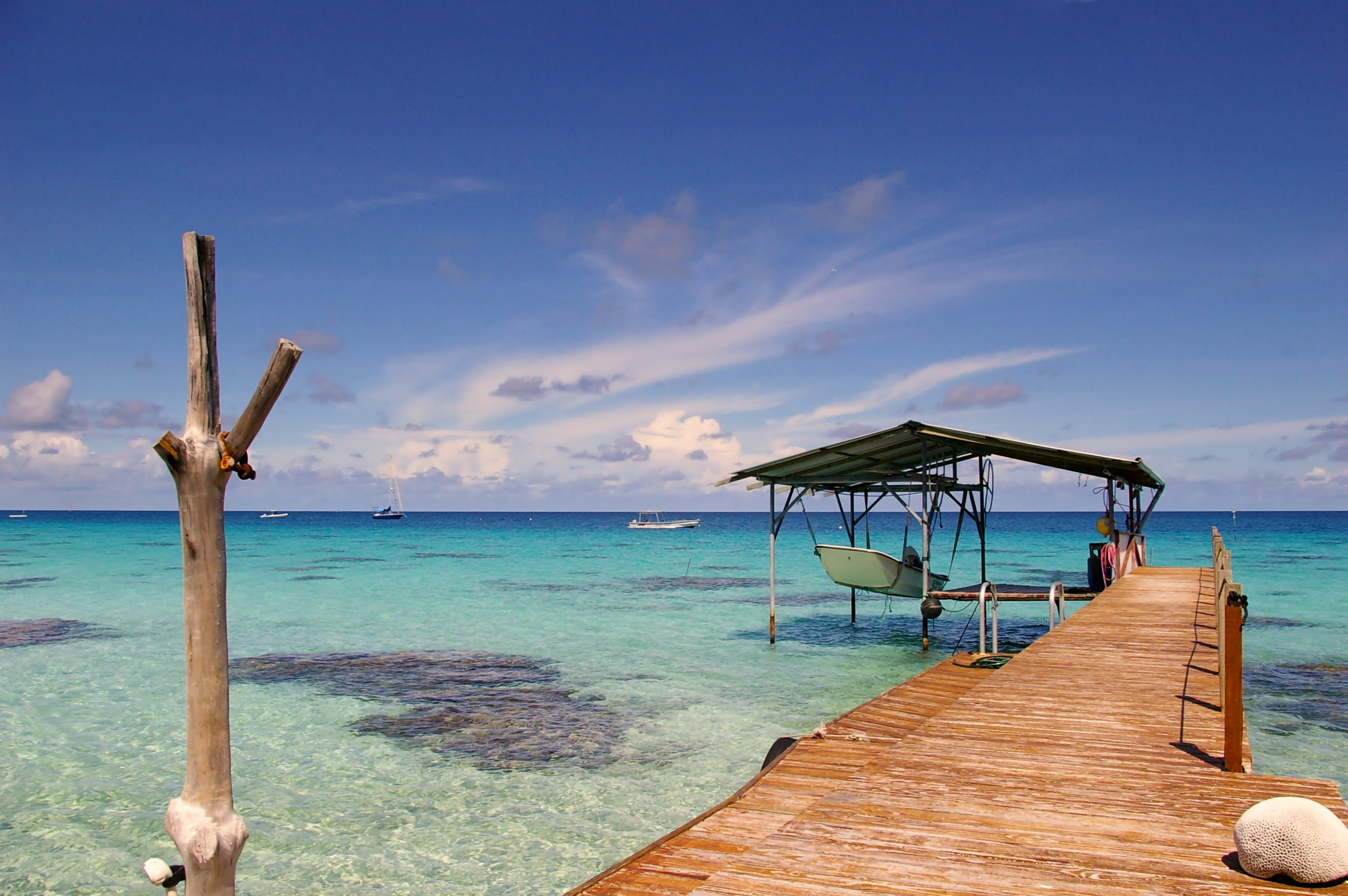
Gezicht op de lagune bij het dorp Rotoava.

### Geografie
Fakarava ligt  450 km ten noordoosten van Tahiti. Het is een bijna rechthoekig atol met een lengte van 60 km en een breedte van 21 km. Het landoppervlak bedraagt 16 km². Het wateroppervlak van de lagune is 1121 km² (de op een na grootste lagune van de archipel). Het atol is een koraalrif dat zich vormde rond de top van een vulkaan  van 1170 m hoogte die ongeveer 59,6 miljoen jaar geleden is ontstaan.

### Geschiedenis
De eerste Europeaan die melding maakt van het eiland is de Russische ontdekkingsreiziger Fabian Gottlieb von Bellingshausen in 1820. Hij noemde het eiland Wittgenstein. 
In de negentiende eeuw werd het eiland Frans territoriaal bezit. Er woonde toen ongeveer 375 mensen. Daarna werd de productie van kokosolie opgezet vanwege de gunstige ligging van een natuurlijke zeehaven. In 1849 kwamen de missionarissen. De stenen kerk in Rotoava werd in 1870 gebouwd.
De bevolking leeft van het maken van kopra, de vangst van zeekomkommers en de kweek van parelmoer producerende schelpen (Pinctada) en van toerisme.  
Er is een luchthaven met een start- en landingsbaan van 1400 meter. Hierdoor werd het toerisme bevorderd. Volgens cijfers uit 2019 zijn er jaarlijks 850 vluchten en tussen de 25 en 30 duizend passagiers. 

## Ecologie
Het eiland is rijk aan spectaculaire soorten vis zoals de grote barracuda (Sphyraena barracuda), adelaarsroggen (Myliobatidae) en diverse soorten haaien waaronder de hamerhaaien. Er komen 16 vogelsoorten van de Rode Lijst van de IUCN waaronder de met uitsterven bedreigde Tahitiaanse patrijsduif (Alopecoenas erythropterus) en de hendersonstormvogel (Pterodroma atrata) en verder de endemische tuamotuijsvogel (Todiramphus gambieri) en tuamotukarekiet (Acrocephalus atyphus).

## De gemeente Fakarava

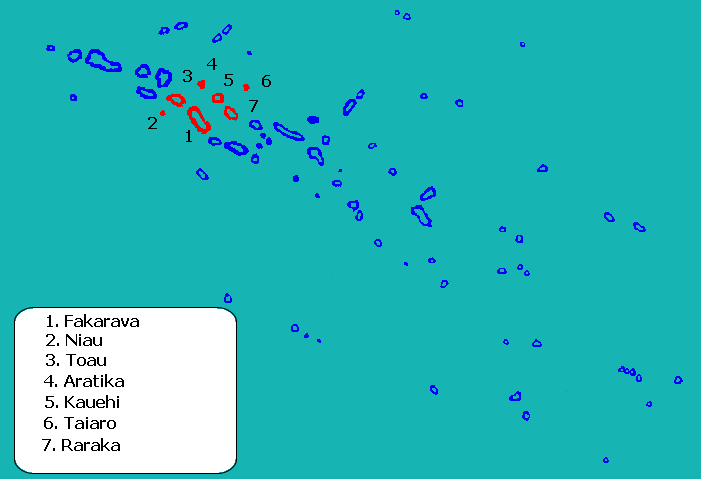
Positie van Fakarava (1) binnen de Tuamotueilanden

De gemeente Fakarava bestaat uit zeven atollen: 
- Het atol Fakarava in 2017 met 844 permanent verblijvende inwoners, 16 km² groot.
- Aratika, met 225 inwoners, 8,3 km² groot.
- Kauehi, met 547 inwoners, 15 km² groot.
- Niau met 246 inwoners, 20 km² groot.
- Raraka met 96 inwoners, 7,2  km² groot.
- Taiaro privébezit, 2 inwoners, 6 km² groot.
- Toau met 14 inwoners, 12  km² groot.

In 2017 woonde er totaal in deze gemeente in totaal 1974 inwoners.